# Теббе, Фредерик
Фре́дерик Най Те́ббе (англ. Frederick Nye Tebbe; 20 марта 1935,  Окленд, Калифорния — 28 сентября 1995, Нью-Касл, Делавэр) — американский химик, известным своими работами в области металлоорганической химии. Стал известным, благодаря открытию реагента, позже названного его именем.

## Биография

### Ранняя жизнь
Теббе родился 20 марта 1935 года в Окленде (Калифорния). Его отец, Чарльз Л. Теббе, работал в Лесной службе США, поэтому раннее образование Фреда проходило в Монтане, Орегоне, Мэриленде и Пенсильвании. В 1960 году он женился на Маргарет Манцер и у них родились сын Энди (1966) и дочь Сара (1971). Он умер от рака поджелудочной железы в своем доме в Делавэре 28 сентября 1995 года.

### Образование
Теббе получил степень бакалавра по химии в Университете штата Пенсильвания. Его главные исследования были сосредоточены на синтезе тетрахлорида дибора из разрядных ячеек BCl3 и Hg под руководством профессора Томаса Вартика. Вартик призвал Теббе присоединиться к группе профессора Райли Шеффер в Университете Индианы. Вместо этого Теббе провел год в Университете штата Монтана, изучая психологию и философию . После этого перерыва и мыслей о том, чтобы заняться лесным хозяйством, он, наконец, решил присоединиться к Шефферу в Индиане.
Область химии борана быстро росла, отчасти из-за холодной войны и интересов национальной безопасности. В дополнение к синтезу пирофорных и взрывчатых соединений Теббе использовал спектроскопию ЯМР 10 В, чтобы понять механизм агрегации боранов в гомологи B4H10, B5H9 и B5H11. Он показал, что обогащенный 10B диборан в диэтиловом эфире быстро обменивает все десять позиций бора в анионе B10H13-. Его диссертация «Исследования взаимопревращений гидридов бора» была завершена в 1963 году.
Теббе два года работал над докторской диссертацией у профессора Фреда Хоторна в Калифорнийском университете в Риверсайде . За это время он значительно расширил диапазон известных карборанов, включив в него полиэдрические карбораны B9C2H11, B8C2H10, B7C2H9 и B6C2H8, B7C2 Система Н13 и их производные.

### Смерть
Теббе умер от рака поджелудочной железы в своем доме в Делавэре 28 сентября 1995 года.

## Карьера и DuPont
Осенью 1965 года Теббе был принят на работу Эрлом Мюттертисом в Центральный исследовательский отдел компании DuPont, где он работал в группе Джорджа Паршалла. Эрл, как известно, имел довольно широкие интересы, и он привлек Фреда к работе в различных новых областях. В то время активно изучались ЯМР-исследования стереохимической нежесткости в пяти-, шести- и семикоординатных молекулах, и Фред внес вклад в ряд этих исследований. Герберт Роески в то время работал в CR&D, и благодаря химии серы между ним и Теббе завязалась дружба на всю жизнь.
Теббе начал свою работу с Паршаллом над гидридами ранних переходных металлов и поведением алюминийорганических и цинкорганических реагентов с комплексными соединениями ранних переходных металлов. Цель исследования состояла в том, чтобы лучше понять гетерогенные катализаторы Циглера-Натта путем независимого понимания роли переходного металла и алкильного промотора алюминия через более четко определенные гомогенные аналоги. Первая работа была посвящена катализу ароматического водородно-дейтериевого обмена гидридами металлов. Затем последовала статья о гидридных производных ниобоцена и танталоцена. Две прорывные работы по гомологизации олефинов метиленовыми соединениями титана и катализируемому титаном метатезису олефинов появились в 1978 и 1979 годах соответственно, хотя основополагающая работа была записана в блокноте Теббе в июле 1974 года.
В своей автобиографии, написанной после получения Нобелевской премии по химии в 2005 году, Ричард Шрок с нежностью вспоминал свое короткое время работы в компании DuPont (1972–1974), когда он делил лабораторное пространство с Теббе. Синтез Шроком (tBuCH2)3Ta=CHtBu, первого алкилидена, не содержащего кислоты Льюиса, который в итоге привел его к Нобелевской премии, проходил одновременно с синтезом реагента Теббе, который находился всего в нескольких шагах от него. Это был другой нобелевский лауреат, Роберт Граббс, который назвал реактив в честь Теббе.
В смежных исследованиях Теббе участвовал в разработке катализаторов для полиэтилена и эластомерного полипропилена с использованием нанесенных на оксид алюминия бис(арен)титановых, циркониевых и гафниевых катализаторов и тетраалкилтитановых, циркониевых и гафниевых катализаторов. Он также работал в области керамических материалов. Его работа над термопластичным алюминийорганическим предшественником нитрида алюминия позволила прясть предшественник в волокна, а затем спекать в волокна нитрида алюминия. Алкилы алюминия позволили получить гидроксид алюминия и оксид алюминия со ультранизкой эмиссией альфа-частиц, пригодные для керамических подложек чипов памяти для аэрокосмической и спутниковой электроники.
Позже в своей карьере Теббе вернулся к фундаментальным исследованиям элементов. Его работы по изучению структуры серы в растворе и бакминстерфуллерена высоко цитируются.